# 296e division de fusiliers (2e formation)
Pour les articles homonymes, voir 296e division.
La 296e division de fusiliers (russe : 296-я стрелковая дивизия) est une division d'infanterie de l'Armée rouge de l'Union soviétique pendant la Seconde Guerre mondiale. Formée à l'été 1943 en Géorgie, elle n'est pas engagée dans des actions de combat et est dissoute début 1946.

## Historique
La division est formée à Koutaïssi du 16 juillet au 1er août 1943. Elle fait partie du front du Transcaucase à partir de sa formation jusqu'à la dissolution du front en août 1945.
Lorsque le front est dissout, la division, en garnison à Poti, est rattachée au district militaire de Tbilissi (ru).
Elle est dissoute du 23 décembre 1945 au 1er février 1946 à Gori.